# Radicaal 1
Van de in totaal 214 Kangxi-radicalen heeft radicaal 1 de betekenis een (hoofdtelwoord), een (lidwoord) en 'n (onbepaald lidwoorden). Het is een van de zes radicalen die bestaan uit één streep.
In het Kangxi-woordenboek zijn er 42 karakters die dit radicaal gebruiken.
Radicaal 1, ook wel bekend als 橫 Héng (Nederlands: Horizontaal), is een van de acht principes van het karakter 永 (永字八法 Yǒngzì Bāfǎ) die de basis vormen van de Chinese kalligrafie. 

## Karakters met het radicaal 1

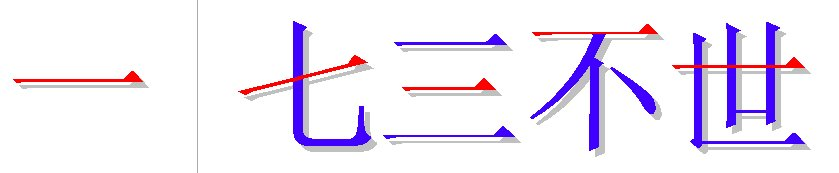
Radicaal 1 in de karakters: 七 三 不 世.

| Strepen | Karakter                   |
| ------- | -------------------------- |
| + 0     | 一                         |
| + 1     | 丁 丂 七 丄 丅 丆          |
| + 2     | 万 丈 三 上 下 丌 与       |
| + 3     | 不 丏 丐 丑 丒 专          |
| + 4     | 且 丕 世 丘 丙 业 丛 东 丝 |
| + 5     | 丞 丟 丠 両                |
| + 6     | 丣 两 严                   |
| + 7     | 並 丧                      |

Groot zegelkarakter
Klein zegelkarakter